# Podbrezová
Podbrezová és un poble i municipi d'Eslovàquia que es troba a la regió de Banská Bystrica.

## Història
La primera menció escrita de la vila es remunta al 1358.

## Demografia
| Godina             | 1994 | 2004   | 2014   | 2024    |
| ------------------ | ---- | ------ | ------ | ------- |
| Nombre de persones | 4178 | 4171   | 3965   | 3470    |
| Diferència         |      | −0,16% | −4,93% | −12,48% |

| Godina             | 2023 | 2024   |
| ------------------ | ---- | ------ |
| Nombre de persones | 3503 | 3470   |
| Diferència         |      | −0,94% |